# Copiapoa armata
Copiapoa armata es una especie de planta suculenta perteneciente al género Copiapoa, dentro de la familia Cactaceae. Es endémica del centro de Chile.

## Descripción
Copiapoa armata es una especie de cactus que crece en grupos, formando densos cojines o montículos de hasta 80 cm de largo y 40 cm de ancho. Los tallos son de color verde, miden hasta 15 cm de diámetro y tienen las raíces principales largas. 
Presentan unas 18 costillas bien pronunciadas, de hasta 1,8 cm de profundidad y divididas en tubérculos sin protuberancias o muy leves. Están ensanchadas alrededor de donde se asientan las areolas, las cuales tienen forma redondo-ovalada de 0,5 a 1 cm de diámetro. Tienen espinas más o menos curvadas, que aunque inicialmente son de color marrón miel, se vuelven amarillo dorado con el tiempo. Entre ellas se distingue 1 o ninguna espina central mayormente doblada hacia arriba y de 6 cm de largo. También hay de 7 a 10 espinas radiales dobladas hacia el cuerpo y de hasta 5 cm de largo.
Las flores tienen forma de embudo y miden de 3,5 a 4,5 cm de largo. El pericarpelo no ésta contraído apicalmente, las piezas exteriores del perianto tienen franjas medias rojas de diferentes anchos y las interiores son de color amarillo pálido, aserradas y ligeramente inclinadas. Los frutos son grandes y miden hasta 2 cm de largo.

## Distribución y hábitat
El área de distribución nativa de esta especie es el centro de Chile (concretamente el norte de Coquimbo) y crece principalmente en biomas desérticos o de matorrales secos, en valles interiores y laderas rocosas de cerros. 

## Taxonomía
La primera descripción de esta especie fue como Copiapoa coquimbana var. armata, publicada en 1980 por el botánico alemán Friedrich Ritter en el libro Kakteen in Südamerika 3: 1075.
Posteriormente, los botánicos Helmut Walter e Isabel Larridon la elevaron a la categoría de especie, pasando a llamarse Copiapoa armata y anotando estos cambios en el libro The American Botanist and Florist 102: 1517 en el año 2015.

Etimología
- Copiapoa: nombre genérico que hace referencia a la ciudad chilena de Copiapó, ubicada en el desierto de Atacama, lugar donde se encuentran la mayoría de las especies de este género.
- armata: epíteto específico que deriva del latín armatus, que significa "armado" o "cubierto de armas", haciendo referencia a las espinas resistentes de la especie.[4]

## Estado de conservación
En la Lista Roja de Especies Amenazadas de la UICN, la especie está clasificada como “Vulnerable (VU)”.
Señalar que la especie sufre una disminución continua en el número de individuos debido al deterioro del hábitat por efecto de la disminución en las precipitaciones por el cambio climático. Además tiene un efecto muy negativo la perturbación antrópica derivada de la construcción de caminos.

## Usos
Se cultiva principalmente como planta ornamental y su propagación se realiza a través de esquejes o semillas.